# Al-Jazeera (Jordanien)
Der al-Jazeera Club (arabisch نادي الجزيرة, DMG Nādī l-Ǧazīra) ist ein jordanischer Sportklub mit Sitz in der Stadt Amman.

## Geschichte
Der Klub wurde im Jahr 1947 gegründet. Die Fußball-Mannschaft erreichte ihre erste Meisterschaft in der Saison 1952. Darauf folgten noch zwei weitere in den Spielzeiten 1955 und 1956. In den nächsten Jahren gelang dann aber keine Meisterschaft mehr, dafür schaffte man einen Gewinn des FA Cups der Saison 1984. Zuvor gewann man noch das FA Shield in der Saison 1981. In der Folgesaison 1986 kam dann noch ein Gewinn des Super Cups hinzu, als auch in der Spielzeit 1986 ein weiterer des FA Shields.
Danach erreichte die Mannschaft aber eine Zeit ohne große Erfolge, was dem Klub aber stets eine solide Position im Mittelfeld sicherte. Ende der 1990er und Anfang der 2000er Jahre rutschte man aber in den steten Abstiegskampf und verlor diesen Schlussendlich nach der Spielzeit 2003/04, an dessen Ende man abstieg. Gleich zur Spielzeit 2005/05 gelang aber die sofortige Rückkehr ins Oberhaus. Langsam gelang nun wieder ein etablieren im Mittelfeld und so gelang am Ende der Spielzeit 2014/15 sogar noch einmal ein zweiter Platz in der Liga. Bereits durch die Vorsaison qualifizierte man sich aber für den AFC Cup 2015, weil der eigentlich vorgesehene Klub al-Faisaly zurückzog. Trotz dieser unverhofften Teilnahme erreichte man in der Gruppenphase 9 Punkte und wurde so nur knapp nicht Gruppensieger, durfte aber aufgrund der Platzierung trotzdem eine Runde weiter. Im Achtelfinale scheiterte man dann jedoch mit 0:1 an al-Dschaisch aus Syrien.
Als Zweitplatzierter der Spielzeit 2016/17 nahm man dann ein zweites Mal am AFC Cup teil, diesmal an der Ausgabe 2018. In der Gruppenphase von Westasien, erreichte man diesmal sogar am Ende eine Platzierung als Gruppenkopf. Im Halbfinale von Westasien ging es dann gegen den Ligakonkurrenten al-Faisaly, welchem man auch hinter sich lassen konnte. So war erst schließlich im Halbfinal bzw. im Finale von Westasien gegen al-Quwa al-Dschawiya aus dem Irak Schluss. In der Saison 2017/18 gewann man dann erstmals mit dem FA Cup wieder selbst einen nationalen Titel, durch den man sich für den internationalen Wettbewerb qualifizierte. Beim AFC Cup 2019 wurde man wieder Gruppenerster und schaffte es auch wieder ins Finale der Region. Diesmal scheiterte man jedoch knapp an al Ahed aus dem Libanon. Über einen erneuten zweiten Platz nach der Saison 2018/19 qualifizierte man sich nun schon zum dritten Mal in Folge für den AFC Cup. Die Ausgabe 2020 wurde aufgrund der COVID-19-Pandemie jedoch früh abgebrochen.

## Erfolge
- Jordan League: 1952, 1955, 1956
- Jordan FA Cup: 1984, 2017/18
- Jordan Shield Cup: 1981, 1986
- Jordan Super Cup: 1985